# Volkswagen Tayron (Китай)
Volkswagen Tayron — SUV немецкого автоконцерна Volkswagen, основанный на платформе MQB и первоначально продававшийся исключительно в Китае.

## Описание
Впервые Volkswagen Tayron был представлен в марте 2018 года как почти серийная версия внедорожника VW Advanced Midsize во время презентации Volkswagen Touareg III. В сентябре 2018 года автомобиль был представлен в Чэнду. Производство началось 22 октября 2018 года в Китае. В августе 2022 года автомобиль прошёл модернизацию. Tayron был выпущен совместным предприятием FAW-Volkswagen. 
С июля 2020 года также производится фастбэк-кроссовер Tayron X. 

## Технические характеристики
На момент выхода на рынок Tayron был оснащён 2,0-литровым бензиновым двигателем TSI в двух уровнях мощности. Позже автомобили стали оснащаться 1,4-литровым двигателем TSI мощностью 110 кВт (150 л. с.), который в апреле 2023 года был заменён 1,5-литровым бензиновым двигателем TSI мощностью 118 кВт (160 л. с.). Двигатели сочетаются в паре с семиступенчатой трансмиссией с двумя сцеплениями. В конце апреля 2020 года началось производство подзаряжаемого гибридного автомобиля с двигателем мощностью 155 кВт (211 л. с.) и запасом хода 54 км на электротяге. Привод был позаимствован у Golf GTE.
|                                      | 280 TSI                                               | 280 TSI                                               | 300 TSI                                               | 330 TSI                                               | 330 TSI                                               | 380 TSI                                               | 380 TSI                                               | 380 TSI                                               | GTE                                                   |
| ------------------------------------ | ----------------------------------------------------- | ----------------------------------------------------- | ----------------------------------------------------- | ----------------------------------------------------- | ----------------------------------------------------- | ----------------------------------------------------- | ----------------------------------------------------- | ----------------------------------------------------- | ----------------------------------------------------- |
| Объём                                | 10.2018—08.2022                                       | 08.2022—04.2023                                       | с 04.2023                                             | 10.2018—08.2022                                       | с 08.2022                                             | 10.2018—08.2022                                       | 08.2022—03.2023                                       | с 03.2023                                             | с 04.2020                                             |
| Двигатель                            | VW EA211                                              | VW EA211                                              | VW EA211 evo                                          | VW EA888                                              | VW EA888                                              | VW EA888                                              | VW EA888                                              | VW EA888                                              | VW EA211                                              |
| Тип                                  | Бензиновый двигатель                                  | Бензиновый двигатель                                  | Бензиновый двигатель                                  | Бензиновый двигатель                                  | Бензиновый двигатель                                  | Бензиновый двигатель                                  | Бензиновый двигатель                                  | Бензиновый двигатель                                  | Бензиновый + Электродвигатель                         |
| Конфигурация                         | Рядный двигатель, с непосредственным впрыском топлива | Рядный двигатель, с непосредственным впрыском топлива | Рядный двигатель, с непосредственным впрыском топлива | Рядный двигатель, с непосредственным впрыском топлива | Рядный двигатель, с непосредственным впрыском топлива | Рядный двигатель, с непосредственным впрыском топлива | Рядный двигатель, с непосредственным впрыском топлива | Рядный двигатель, с непосредственным впрыском топлива | Рядный двигатель, с непосредственным впрыском топлива |
| Цилиндров/Клапанов                   | 4/16                                                  | 4/16                                                  | 4/16                                                  | 4/16                                                  | 4/16                                                  | 4/16                                                  | 4/16                                                  | 4/16                                                  | 4/16                                                  |
| Объём                                | 1395 см³                                              | 1395 см³                                              | 1498 см³                                              | 1984 см³                                              | 1984 см³                                              | 1984 см³                                              | 1984 см³                                              | 1984 см³                                              | 1395 см³                                              |
| Мощность при об/мин                  | 110 кВт (150 л. с.) при 5000—6000                     | 110 кВт (150 л. с.) при 5000—6000                     | 118 кВт (160 л. с.) при 5500                          | 137 кВт (186 л. с.) при 4100—6000                     | 137 кВт (186 л. с.) при 4150—6000                     | 162 кВт (220 л. с.) при 4500—6200                     | 162 кВт (220 л. с.) при 4500—6700                     | 162 кВт (220 л. с.) при 4900—6700                     | 155 кВт (211 л. с.) при 5000—6000                     |
| Крутящий момент при об/мин           | 250 Н⋅м при 1750—3000                                 | 250 Н⋅м при 1750—3000                                 | 250 Н⋅м при 1750—4000                                 | 320 Н⋅м при 1500—4000                                 | 320 Н⋅м при 1600—4050                                 | 350 Н⋅м при 1500—4500                                 | 350 Н⋅м при 1500—4300                                 | 350 Н⋅м при 1600—4300                                 | 400 Н⋅м при 1750—3000                                 |
| Привод                               | Передний                                              | Передний                                              | Передний                                              | Передний                                              | Передний                                              | Полный                                                | Полный                                                | Полный                                                | Передний                                              |
| Привод (опционально)                 | —                                                     | —                                                     | —                                                     | Полный                                                | —                                                     | —                                                     | —                                                     | —                                                     | —                                                     |
| Трансмиссия                          | 7-скор. DCT                                           | 7-скор. DCT                                           | 7-скор. DCT                                           | 7-скор. DCT                                           | 7-скор. DCT                                           | 7-скор. DCT                                           | 7-скор. DCT                                           | 7-скор. DCT                                           | 6-скор. DCT                                           |
| Масса                                | 1545 кг                                               | 1616 кг                                               | 1632 кг                                               | 1600 кг (1735 кг)                                     | 1679 кг                                               | (1750 кг)                                             | (1767—1781 кг)                                        | (1767—1781 кг)                                        | 1835—1856 кг                                          |
| Разгон, 0—100 км/ч                   | 9,9—10,9 сек.                                         | 10,6 сек.                                             | 9,6 сек.                                              | 8,7 сек. (8,4 сек.)                                   | 9,3 сек.                                              | (7,1—7,6 сек.)                                        | (7,8 сек.)                                            | (7,5 сек.)                                            | 8,4 сек.                                              |
| Максимальная скорость                | 195—200 км/ч                                          | 200 км/ч                                              | 200 км/ч                                              | 200—210 км/ч (200—210 км/ч)                           | 200 км/ч                                              | (200—220 км/ч)                                        | (200 км/ч)                                            | (200 км/ч)                                            | 200 км/ч                                              |
| Расход топлива (л/100 км), суммарный | 6,7—6,8 л                                             | 7,1 л                                                 | 6,7 л                                                 | 6,7—6,8 л (7,3 л)                                     | 7,1 л                                                 | (7,5—8,0 л)                                           | (7,8—7,9 л)                                           | (7,9—8,0 л)                                           | 2,0 л                                                 |

- Значения в скобках обозначают полный привод.

## Галерея

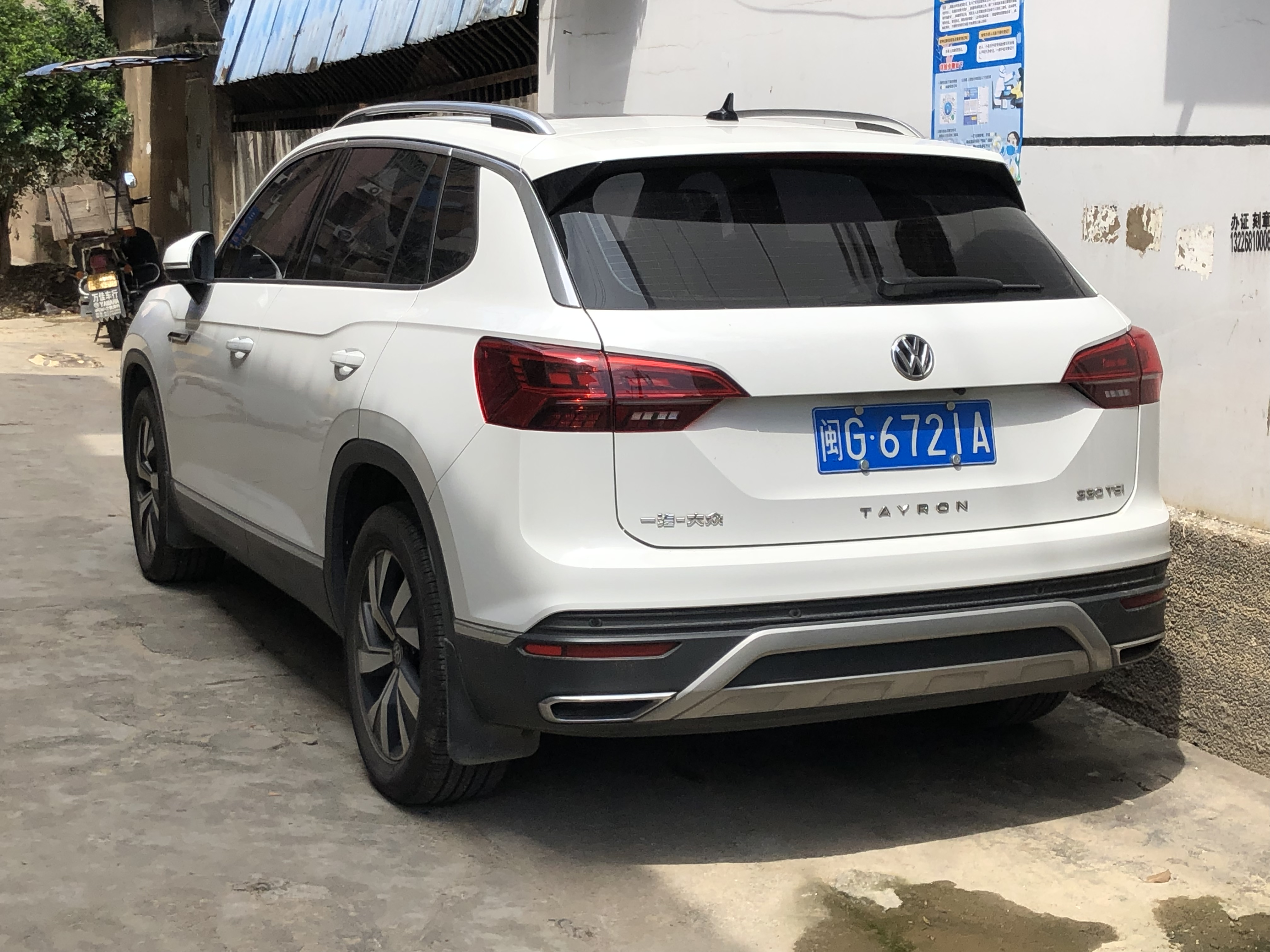
Вид сзади
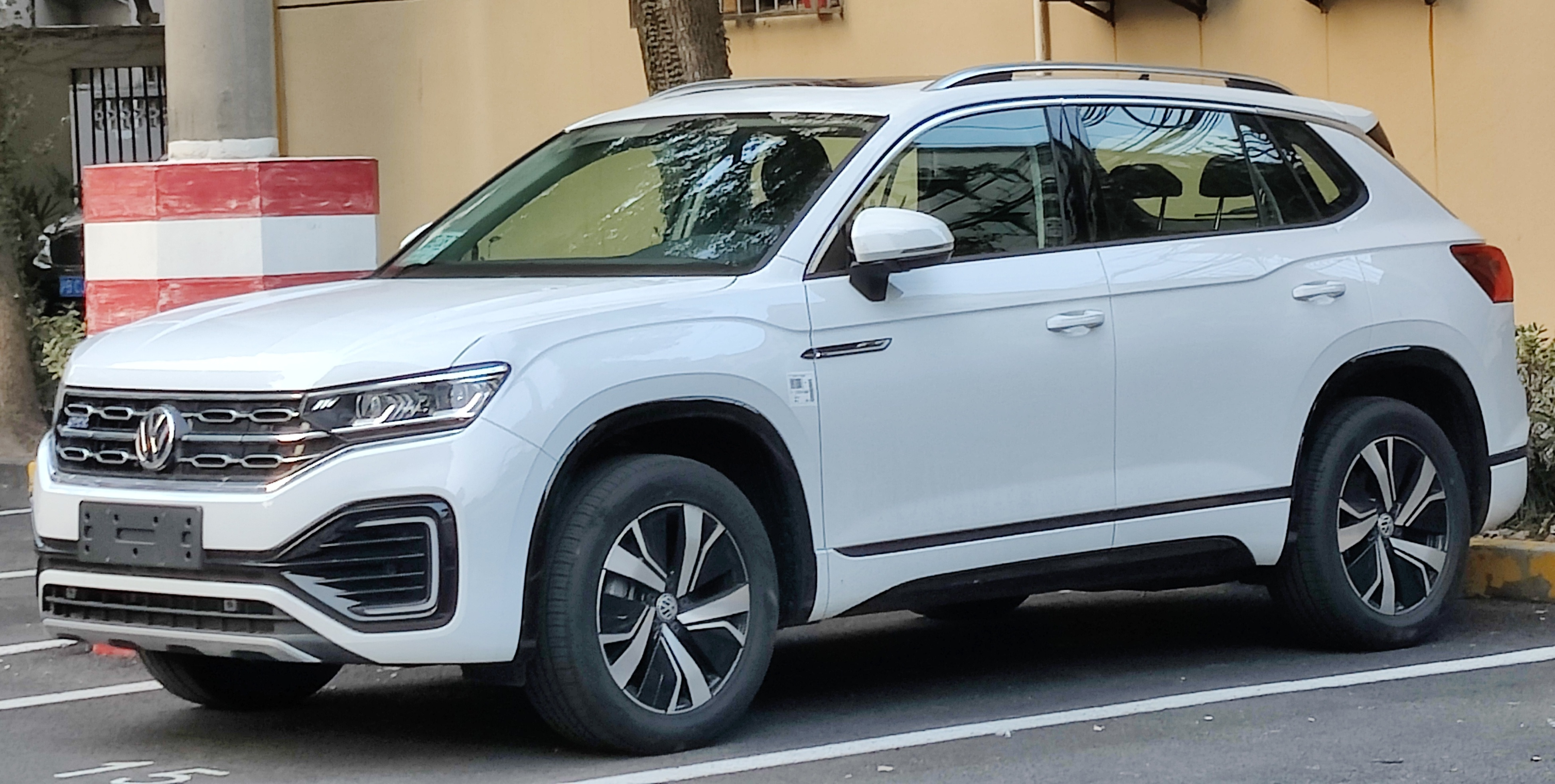
Volkswagen Tayron GTE (2020—2022)
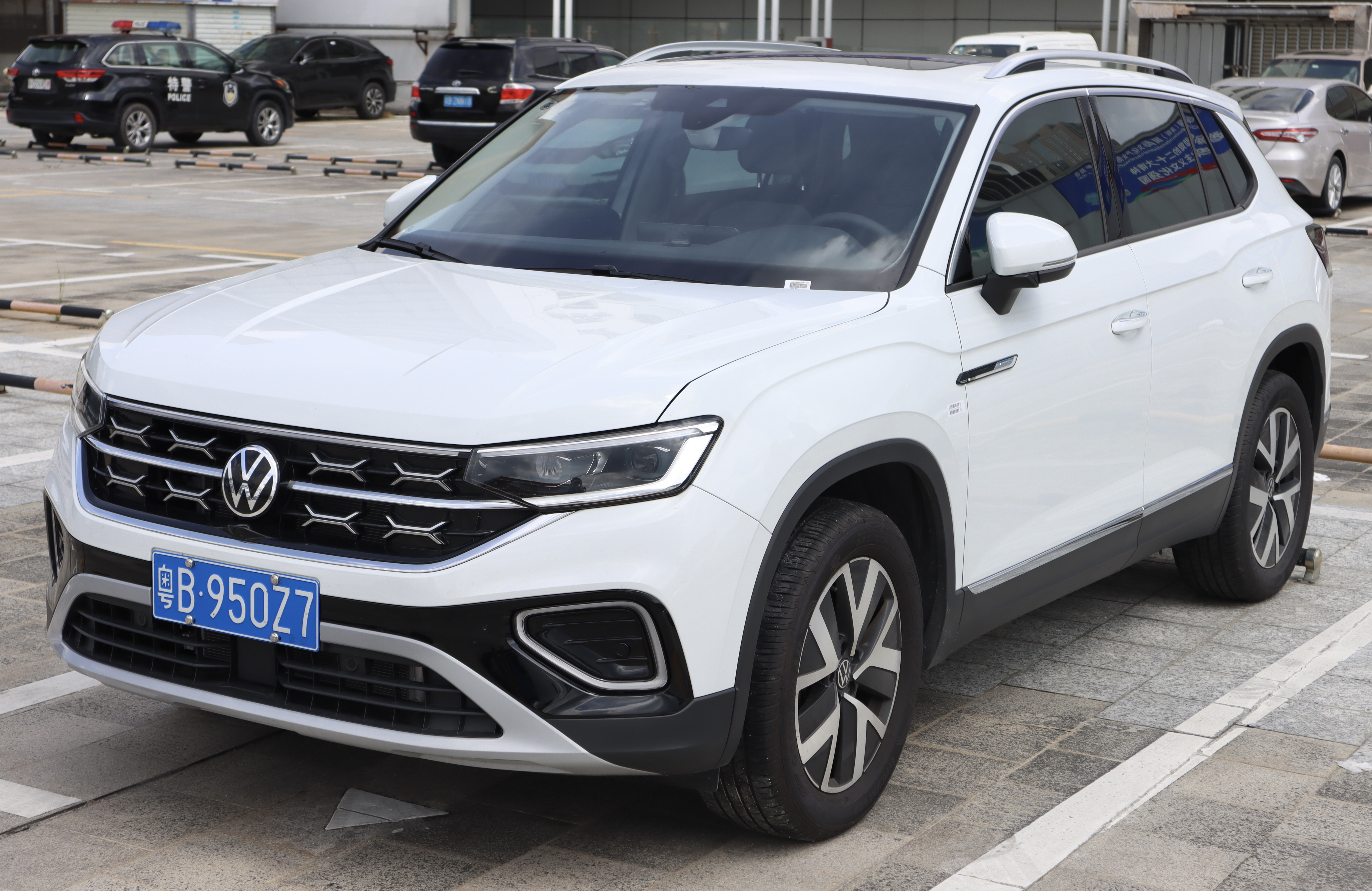
Volkswagen Tayron (с 2022 года)
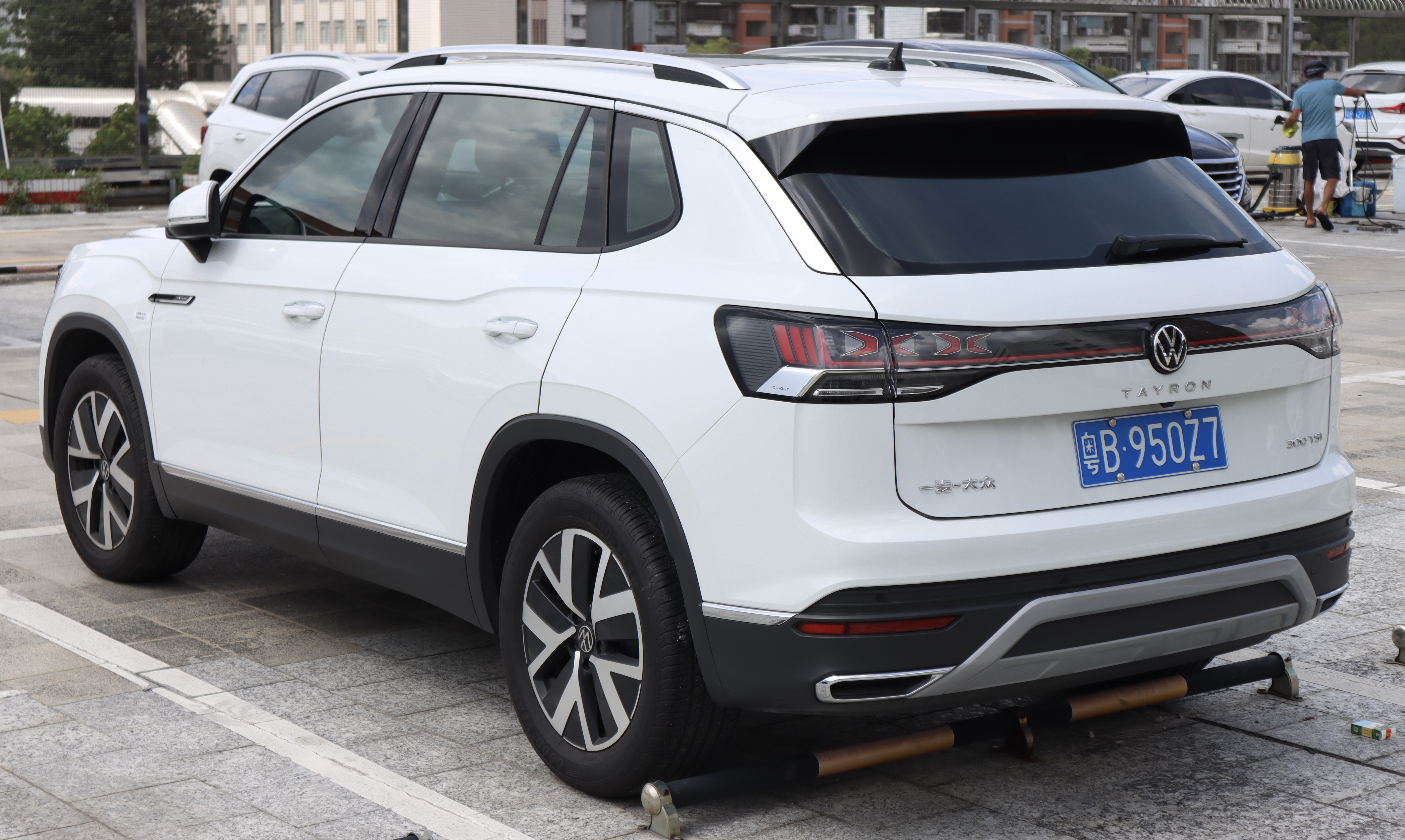
Вид сзади
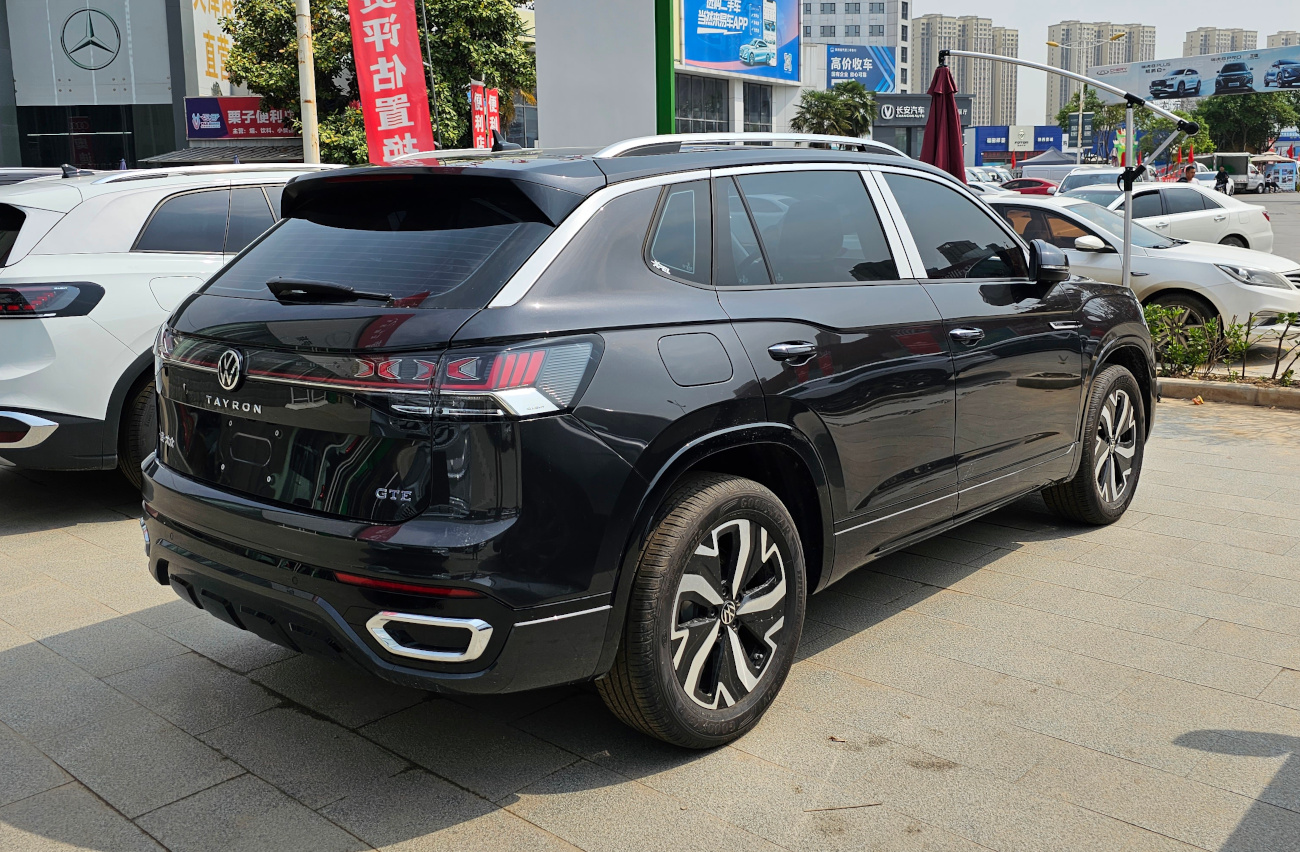
Volkswagen Tayron GTE (с 2022 года)